# Kelliá
Kelliá är en ort i Cypern.   Den ligger i distriktet Eparchía Lárnakas, i den östra delen av landet, 30 km sydost om huvudstaden Nicosia. Kelliá ligger 55 meter över havet och antalet invånare är 380. Den ligger på ön Cypern.
Terrängen runt Kelliá är huvudsakligen platt, men åt nordväst är den kuperad. En vik av havet är nära Kelliá åt sydost.  Närmaste större samhälle är Larnaca, 5,9 km söder om Kelliá. Trakten runt Kelliá består till största delen av jordbruksmark.